# Olympische Sommerspiele 2024/Schwimmen – 1500 m Freistil (Frauen)
Der Schwimmwettkampf über 1500 Meter Freistil der Frauen bei den Olympischen Spielen 2024 in Paris wurde am 30. und 31. Juli 2024 in der Paris La Défense Arena ausgetragen. Titelverteidigerin war die US-Amerikanerin Katie Ledecky, die in Tokio in einer Zeit von 15:37,34 Minuten die erstmalige Austragung dieses Wettkampfes gewann. Durch eine rund zwei Sekunden schnellere Zeit aus dem Vorlauf ist Ledecky zudem Inhaberin des olympischen Rekordes.

## Rekorde
Vor Beginn der Olympischen Spiele waren folgende Rekorde gültig:
| Weltrekord         | Katie Ledecky | 15:20,48 min | Indianapolis | 16. Mai 2018  |
| Olympischer Rekord | Katie Ledecky | 15:35,35 min | Tokio        | 26. Juli 2021 |

## Titelträgerinnen
| Olympische Spiele 2020       | Katie Ledecky          | 15:37,34 min | Tokio             |
| Weltmeisterschaften 2024     | Simona Quadarella      | 15:46,99 min | Doha              |
| Afrikaspiele 2023            | Catherine van Rensburg | 16:47,61 min | Accra             |
| Panamerikanische Spiele 2023 | Rachel Stege           | 16:13,59 min | Santiago de Chile |
| Asienspiele 2022             | Li Bingjie             | 15:51,18 min | Hangzhou          |
| Europameisterschaft 2022     | Simona Quadarella      | 15:54,15 min | Rom               |
| Pazifikspiele 2023           | nicht ausgetragen      |              | Honiara           |

## Qualifikation
Als Olympische Normzeit (OQT) wurde eine Zeit von 16:09,09 Minuten festgelegt. Athletinnen die diese Zeit im Qualifikationszeitraum (1. März 2023 bis 23. Juni 2024) erreichen dürfen an den Start gehen. Die Anzahl der Athletinnen ist auf maximal zwei pro NOK beschränkt. Darüber hinaus werden weitere Plätze an Schwimmerinnen vergeben, die die Olympische Basiszeit (OCT) von 16:13,94 Minuten geschwommen sind (maximal eine Schwimmerin pro NOK). Über Universalstartplätze besteht eine weitere Chance für die Teilnahme, auch für Athletinnen die keine der beiden Normzeiten schwimmen konnten.

## Ergebnisse

### Heats
Die schnellsten 8 Athletinnen aller Vorläufe qualifizierten sich für das Finale.
| Rang | Lauf | Bahn | Athletin                 | Nation             | Zeit         | Anmerkung |
| ---- | ---- | ---- | ------------------------ | ------------------ | ------------ | --------- |
| 1    | 3    | 4    | Katie Ledecky            | Vereinigte Staaten | 15:47,43 min | Q         |
| 2    | 2    | 2    | Simona Quadarella        | Italien            | 15:51,19 min | Q         |
| 3    | 2    | 5    | Anastasiia Kirpichnikova | Frankreich         | 15:52,46 min | Q         |
| 4    | 2    | 3    | Isabel Gose              | Deutschland        | 15:53,27 min | Q         |
| 5    | 2    | 6    | Moesha Johnson           | Australien         | 16:04,02 min | Q         |
| 6    | 3    | 5    | Li Bingjie               | China              | 16:05,26 min | Q         |
| 7    | 3    | 2    | Beatriz Dizotti          | Brasilien          | 16:05,40 min | Q         |
| 8    | 3    | 1    | Leonie Märtens           | Deutschland        | 16:08,69 min | Q         |
| 9    | 1    | 5    | Gan Ching Hwee           | Singapur           | 16:10,13 min | NR        |
| 10   | 3    | 6    | Katie Grimes             | Vereinigte Staaten | 16:12,11 min |           |
| 11   | 2    | 1    | Ginevra Taddeucci        | Italien            | 16:12,45 min |           |
| 12   | 2    | 7    | Eve Thomas               | Neuseeland         | 16:13,74 min |           |
| 13   | 2    | 2    | Gao Weizhong             | China              | 16:27,11 min |           |
| 14   | 1    | 4    | Kristel Köbrich          | Chile              | 16:27,18 min |           |
| 15   | 3    | 7    | Vivien Jackl             | Ungarn             | 16:31,25 min |           |
| 16   | 1    | 3    | Sasha Gatt               | Malta              | 17:00,54 min |           |
|      | 3    | 3    | Lani Pallister           | Australien         | DNS          |           |

### Finale
| Rang | Bahn | Athletin                 | Nation             | Zeit         | Anmerkung |
| ---- | ---- | ------------------------ | ------------------ | ------------ | --------- |
| 1    | 4    | Katie Ledecky            | Vereinigte Staaten | 15:30,02 min | OR        |
| 2    | 3    | Anastasiia Kirpichnikova | Frankreich         | 15:40,35 min | NR        |
| 3    | 6    | Isabel Gose              | Deutschland        | 15:41,16 min | NR        |
| 4    | 5    | Simona Quadarella        | Italien            | 15:44,05 min |           |
| 5    | 7    | Li Bingjie               | China              | 16:01,03 min |           |
| 6    | 2    | Moesha Johnson           | Australien         | 16:02,70 min |           |
| 7    | 1    | Beatriz Dizotti          | Brasilien          | 16:02,86 min |           |
| 8    | 8    | Leonie Märtens           | Deutschland        | 16:12,57 min |           |

Tokio 2020 |
Paris 2024